# Képeslapok a szakadékból
A Képeslapok a szakadékból (eredeti címén: Postcards from the Edge) 1990-ben bemutatott amerikai filmvígjáték-dráma, amelyet Mike Nichols rendezett. A forgatókönyvet saját, Postcards from the Edge című életrajzi ihletésű könyve alapján Carrie Fisher írta. A főbb szerepekben Meryl Streep, Shirley MacLaine és Dennis Quaid. 
1990. szeptember 14-én debütált az Amerikai Egyesült Államokban. Magyarországon 1991. március 15-től vetítették a mozikban. A produkciót három BAFTA-díjra, Golden Globe-díjra és két Oscar-díjra jelölték.

## Cselekmény
Suzanne Vale színésznő gyógyulófélben lévő drogfüggő, aki megpróbálja újraépíteni színészi karrierjét és életét, miután leküzdötte kokain- és gyógyszerfüggőségét. Túladagolása után édesanyja a sürgősségi osztályról beutalta egy rehabilitációs központba. Amikor Suzanne készen áll arra, hogy visszatérjen a munkába, ügynöke közli vele, hogy a stúdió biztosítása csak akkor fedezi, ha egy "felelős" személlyel él együtt, mint például az édesanyja, Doris Mann. Suzanne azonban vonakodik visszatérni manipulatív, önző anyjához, akitől azóta igyekszik elszakadni, amióta az árnyékában nőtt fel.
Jack Faulkner producer, aki Suzanne-t a legutóbbi túladagolásakor kórházba vitte, összefut vele a forgatáson, és szerelmet vall neki. Randizni kezdenek, de Suzanne boldogsága rövid életű, amikor rájön, hogy Jack egy másik színésznőnek is csapja a szelet. Eközben Suzanne üzleti menedzsere, Marty Wiener minden pénzét elveszi. Lowell Kolchek rendező szárnya alá veszi Suzanne-t, és több munkát ígér neki, ha józanságot garantál.
Suzanne gondjai azonban csak fokozódnak, amikor megtudja, hogy anyja részegen összetörte az autóját. Suzanne az anyja ágyához siet, és szívhez szóló beszélgetést folytatnak, miközben Suzanne megigazítja a sminkjét, és egy sállal eltakarja véres parókáját. Doris összeszedi a bátorságát, és szembenéz a várakozó médiával. Közben Suzanne összefut Dr. Frankenthal-lal, aki a legutóbbi túladagolása után segített neki, és moziba hívja. Suzanne visszautasítja, mert még nem áll készen a randizásra, de Dr. Frankenthal hajlandó őt megvárni.
A film záróképében Suzanne egy country western dalt ad elő Lowell Kolchek új filmjében.

## Szereplők
| Szerep          | Színész          | Magyar hang          | Magyar hang     |
| Szerep          | Színész          | 1. változat          | 2. változat     |
| --------------- | ---------------- | -------------------- | --------------- |
| Suzanne Vale    | Meryl Streep     | Ráckevei Anna        | Kovács Nóra     |
| Doris Mann      | Shirley MacLaine | Moór Marianna        | Vándor Éva      |
| Jack Faulkner   | Dennis Quaid     | Szabó Sipos Barnabás | Dányi Krisztián |
| Lowell Kolchek  | Gene Hackman     | Kristóf Tibor        | Barbinek Péter  |
| Dr. Frankenthal | Richard Dreyfuss | Barbinek Péter       | Holl Nándor     |
| Joe Pierce      | Rob Reiner       | Melis Gábor          | Bácskai János   |
| nagymama        | Mary Wickes      | Gyimesi Pálma        | Bókai Mária     |
| nagypapa        | Conrad Bain      | Somogyvári Pál       | Végh Ferenc     |
| Evelyn Ames     | Annette Bening   | Biró Anikó           | Laurinyecz Réka |
| Simon Asquith   | Simon Callow     | Orosz István         | Kajtár Róbert   |
| Marty Wiener    | Gary Morton      | Makay Sándor         | Forgács Gábor   |
| Julie Marsden   | CCH Pounder      | Csere Ágnes          | Andresz Kati    |
| Aretha          | Robin Bartlett   | Zsurzs Kati          |                 |
| Carol           | Barbara Garrick  | Báthory Orsolya      |                 |
| George Lazan    | Anthony Heald    | Csuja Imre           |                 |
| Robert Munch    | Michael Ontkean  | Csuja Imre           |                 |
| Öltöztetőnő     | Dana Ivey        | Némedi Mari          |                 |
| Neil Bleene     | Oliver Platt     | Mikula Sándor        |                 |

## Fogadtatás

### Bevételi adatok
A Box Office Mojo szerint a film 39 millió dolláros bevételt szerzett, a költségvetésről nincs információ.

### Kritikai visszhang
A film általában jó véleményt alakított ki a kritikusok körében. A Rotten Tomatoeson 83%-os minősítést ért el 36 értékelés alapján, az összefoglaló szerint: „A Képeslapok a szakadékból két nagyszerű tehetséget és egy okos, élesen megírt forgatókönyvet egyesítve a valóság által inspirált traumából lenyűgöző drámát varázsol.” Hal Hinson a Washington Posttól azt írta: „Streep pályafutása legteljesebben artikulált komikus alakítását nyújtja, azt, amire mindig is utalt, és amit mindig is reméltünk tőle.” Vincent Canby a The New York Timestól azt írta: „A Képeslapok a szakadékból egy jármű, de egy egyedi készítésű Rolls.” A Variety úgy nyilatkozott: „Meglehetősen nagy érzelmi töltetű, sötét árnyalatú komédia, amely egy függőbetegségben szenvedő hollywoodi anyáról és lányáról szól.”
A MetaCritic 71 pontot adott a 100-ból 18 vélemény alapján. Owen Gleiberman az Entertainment Weekly-től azt írta: „A Képeslapok a szakadékból kissé könnyed, és egy kicsit túl sok a szatirikus önsegítő szakzsargon (a történet arról szól, hogyan tanulja meg Suzanne szeretni önmagát). De a film megragadja – és ünnepli -, hogy milyen könnyű a problémáinkból showbizniszt csinálni.” Jonathan Rosenbaum a Readertől azt írta: „Az itt található élvezetek közé tartozik néhány szórakoztató oldalpillantás arra, hogyan készülnek a filmek, és Streep, valamint MacLaine énektehetsége. Nincs sok mélység a filmben, de Nichols remekül bánik a felszíni hatásokkal, és a poénok sem maradnak el.”

### Fontosabb díjak és jelölések
| Díj              | Kategória                     | Jelölt                                                | Eredmény |
| ---------------- | ----------------------------- | ----------------------------------------------------- | -------- |
| Oscar-díj        | Legjobb női főszereplő        | Meryl Streep                                          | Jelölve  |
| Oscar-díj        | Legjobb eredeti dal           | "I'm Checkin Out" zene és dalszöveg: Shel Silverstein | Jelölve  |
| BAFTA-díj        | Legjobb női főszereplő        | Shirley MacLaine                                      | Jelölve  |
| BAFTA-díj        | Legjobb adaptált forgatókönyv | Carrie Fisher                                         | Jelölve  |
| BAFTA-díj        | Legjobb filmzene              | Carly Simon                                           | Jelölve  |
| Golden Globe-díj | Legjobb női főszereplő        | Meryl Streep                                          | Jelölve  |
| Golden Globe-díj | Legjobb női mellékszereplő    | Shirley MacLaine                                      | Jelölve  |
| Golden Globe-díj | Legjobb eredeti filmbetétdal  | "I'm Checkin Out" zene és dalszöveg: Shel Silverstein | Jelölve  |